# Lingua danu
La lingua danu è una lingua parlata dal gruppo etnico dei Danu, ed è classificata dal governo del Myanmar come un dialetto derivante dal birmano. Deriva dal ceppo delle lingue sino-tibetane.